# Čečensko

Mapa Čečenska

Čečensko, někdy také Čečna, plným názvem Čečenská republika (rusky Чеченская Республика, čečensky Нохчийн Республика), je autonomní republika Ruské federace na severním Kavkaze o rozloze cca 16 tisíc km2. Hraničí s ruskými republikami Dagestánem na východě, Ingušskem na západě a na severu se Stavropolským krajem. Na jihu sousedí s Gruzií.
Přes vyhlášení samostatnosti v roce 1991 zatím žádný stát neuznal nezávislost Čečenska. Jediný stát, který do roku 2001 uznával Čečensko jako samostatný stát, byl Afghánistán pod vládou Tálibánu.
V době rozpadu SSSR vyhlásila skupina čečenských představitelů samostatnost republiky, která trvala od roku 1991 do 1994.
V roce 1992 odmítlo Čečensko spolu s Tatarstánem podepsat přidružovací smlouvu s Ruskou federací, což Rusko neuznalo. V roce 1994 zahájily proruské vojenské skupiny válku, která měla za cíl ovládnout Čečensko. Válka skončila v roce 1996 vítězstvím povstalců. Další pokus o ovládnutí Čečenska Rusko zahájilo v roce 1999. Rusku se sice podařilo Čečensko politicky ovládnout, ale boje pokračovaly až do dubna 2009. Od roku 2007 vládne republice Ramzan Kadyrov, který má podporu ruského prezidenta Vladimira Putina. Kadyrovovi se podařilo situaci v republice stabilizovat a obnovit ekonomický růst.

## Dějiny
Po válkách probíhajících od dob Petra I. a po zahájení povstání v roce 1834 pod vedením národního hrdiny Imáma Šamíla, bylo Čečensko roku 1859 dobyto ruskou armádou a stalo se součástí impéria se zvláštními právy. Boje z tohoto období popisoval v literatuře Alexandr Sergejevič Puškin (Kavkazský zajatec). Účastnili se jich vyhnanci (mj. Michail Lermontov).
Dne 30. listopadu 1922 vznikla v rámci RSFSR Čečenská autonomní oblast, jejíž součástí původně nebyl Grozný, který byl přičleněn až roku 1929. 15. ledna 1934 vznikla sloučením Čečenské autonomní oblasti a Ingušské autonomní oblasti Čečensko-Ingušská autonomní oblast, přeměněná 5. prosince 1936 na Čečensko-Ingušskou ASSR.
Během druhé světové války a obsazení části Kavkazu německými vojsky zahájily některé skupiny Čečenců a Ingušů – s nadějí na vybojování si nezávislosti – spolupráci s Němci, což po vytlačení Němců vedlo (na základě principu kolektivní viny) k rozhodnutí sovětských úřadů v čele s Josifem Stalinem o likvidaci republiky (1944) a vysídlení Čečenců s Inguši do Kazachstánu a na Sibiř. Ve stejné době ale v bojích druhé světové války umíralo mnoho Čečenců a Ingušů (bojujících na straně SSSR), přičemž jejich hrdinské činy nebyly náležitě oceňovány právě z důvodu národnostní příslušnosti. Jedním z Čečenců, kterému medaile za mimořádné zásluhy byla udělena, byl kulometčík Chanpaša Nuradilov, který v různých bitvách zabil více než 900 německých vojáků. V této souvislosti se lze domnívat, že deportace Čečenců a Ingušů byla pouze zbavením se „nepohodlných“ skupin obyvatelstva a spolupráce s Němci byla pouhou záminkou k ospravedlnění vyhnání obyvatel těchto republik ze svého historického území, v rámci kterého například v některých horských oblastech byli obyvatelé zaživa upalováni a stříleni, protože byla ztížena jejich přeprava a samotná přeprava byla uskutečňována v nelidských podmínkách. Během deportací jich asi čtvrtina zemřela. Od 7. března 1944 tak byla dosavadní republika součástí Groznyjské oblasti. Návrat části Čečenců a Ingušů byl umožněn až čtyři roky po Stalinově smrti. Rozhodnutím Chruščova byla Čečensko-Ingušská ASSR 5. ledna 1957 obnovena.

### První nezávislost (1991–1994)
Po rozpadu SSSR vyhlásili představitelé hnutí za nezávislost v listopadu 1991 vznik Čečenské republiky Ičkerie. Rusko odpovědělo zavedením výjimečného stavu v Čečensku a v Ingušsku. O měsíc později se od Čečenska oddělilo Ingušsko. Čečensko odmítlo podepsat federální smlouvu z 31. března 1992, čímž formálně zůstalo mimo ruský stát. To dalo podnět k ruským vojenským intervencím, počínaje listopadem 1991, kdy na letišti v Grozném přistál oddíl speciálních jednotek, který měl za úkol obnovit ústavní pořádek. Úkol skončil naprostým fiaskem. Moskva zahájila také zákulisní operace vedené zvláštními službami, které podporovaly mj. opozici vůči prezidentovi Džocharu Dudajevovi a uskutečnilo se také několik nepovedených pokusů o ozbrojený převrat. V roce 1992, za vlády prezidenta Dudajeva, který byl zvolen v prezidentských volbách 27. října 1991 jako vůdce hnutí za samostatnost, Čečensko schválilo vlastní ústavu. V dubnu 1993 po dalších konfliktech s parlamentem se Dudajev rozhodl rozpustit parlament a zavést prezidentský systém. Opoziční hnutí však fungovalo nadále a snažilo se mírovými prostředky převzít moc.
Podle ruského deníku Izvestija v důsledku chaosu a diskriminace Čečensko v letech 1991 až 1994 opustily desítky tisíc etnických Rusů, Ukrajinců a Arménů.

### První rusko-čečenská válka (1994–1996)

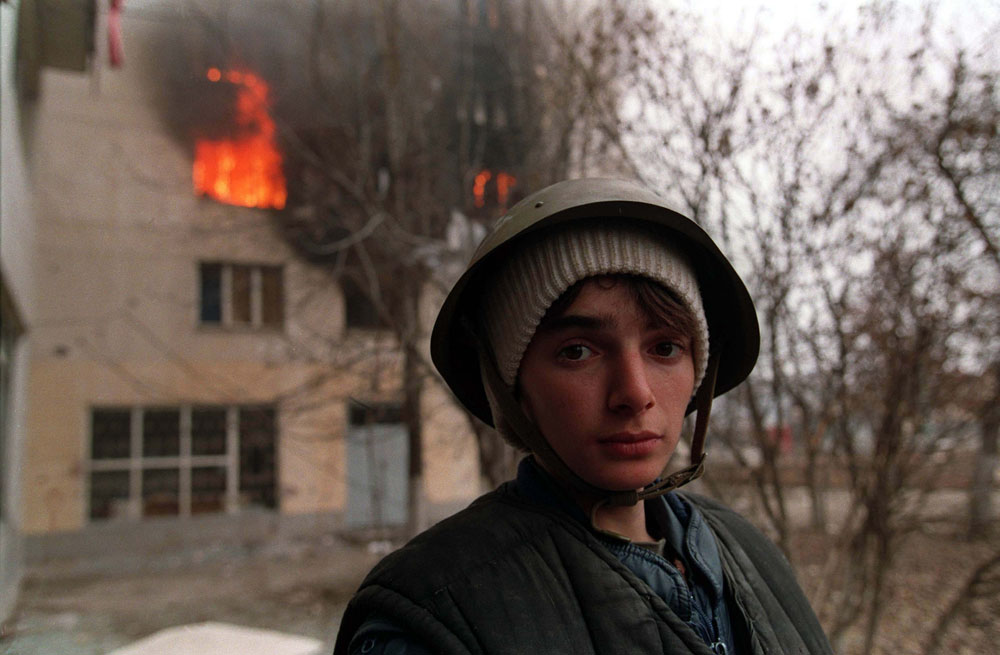
Čečenský bojovník v Grozném (1995)

Počátek první války v Čečensku se datuje 11. prosincem 1994, kdy do republiky vstoupila ruská vojska. Přes počáteční neúspěchy (např. na rozkaz tehdejšího ruského ministra obrany Pavla Gračova pokus o dobytí Grozného na Nový rok nekrytými pancéřovými vojsky) Rusové obsadili hlavní čečenské město Grozný (únor 1995). Velitelem ruských vojsk byl generál Lev Rochlin, který odmítl přijmout titul Hrdina Ruska za dobytí Grozného, protože nepovažoval vítězství nad vlastními občany za hodné cti.
Od této chvíle začala partyzánská válka, ve které Rusové utrpěli značné ztráty v bojích s čečenskými bojovníky přeskupenými v horách a kontrolujícími stále několik měst. Pro ruské síly byly velkým problémem zejména boje ve městech, na které byli ruští velitelé i vojáci naprosto nepřipraveni, stejně tak jako přenesení bojů mimo území Čečenska. V červnu 1995 Šamil Basajev provedl teroristický nájezd na nemocnici v Buďonnovsku a v lednu 1996 akci stejného charakteru na nemocnici v Kizljaru provedl jiný čečenský velitel, Salman Radujev. V prosinci 1995 Čečenci dobyli druhé největší město republiky Gudermes, ale po několikatýdenních bojích byli donuceni zase ustoupit. Dne 21. dubna 1996 po zaměření svého satelitního telefonu byl raketovým útokem zabit Džochar Dudajev a funkce se po něm ujal Zelimchan Jandarbijev. Po překvapivém letním útoku v srpnu 1996 se Čečencům podařilo znovu dobýt Grozný.

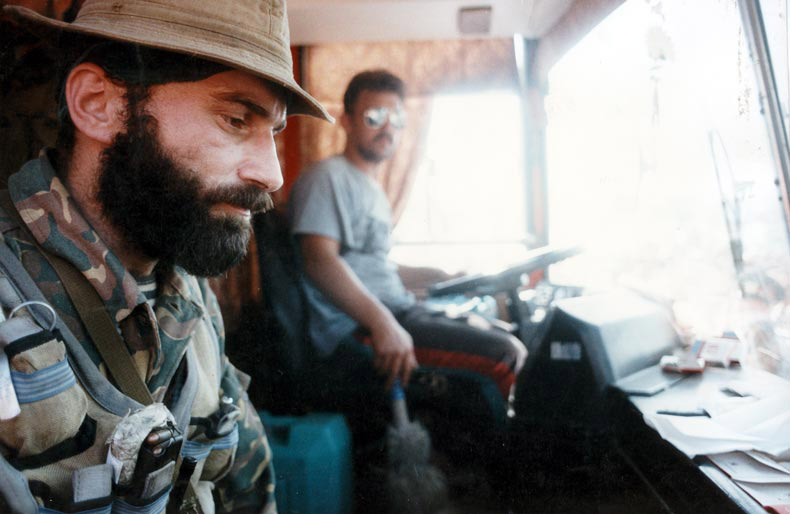
Šamil Basajev, viceprezident mezinárodně neuznávané separatistické vlády

Přechod konfliktu do rozvleklého stavu, porážky Ruska a také období prezidentských voleb v Rusku (červen–červenec 1996) zaktivizovaly politická jednání, ve kterých hrál velkou roli generál Alexandr Lebeď, krátkodobý tajemník Rady bezpečnosti Ruska, v jejichž důsledku bylo 31. srpna 1996 v Chasavjurtu podepsáno příměří, které ukončilo první rusko-čečenskou válku. Na základě příměří byl problém statusu republiky odložen na 5 let.
Podle čečenského novináře Adlana Chasanova jedním z nejzávažnějších důvodů pro vojenský zásah v Čečně bude pravděpodobně i tranzit kaspické ropy přes čečenské území, ačkoli tento fakt Rusko doposud nikdy nepřiznalo. V létě 1994 účastníci zasedání v Istanbulu posuzovali variantu trasy ropovodu Baku-Groznyj-Novorossijsk, hned nato pronesl prezident Boris Jelcin, že „čečenský problém musí být vyřešen do prosince“. Nestalo se tak ani do prosince, ani později.
Podle oficiálního prohlášení Moskvy zahynulo v první čečenské válce 27 000 civilistů. Ruský ministr vnitra Anatolij Kulikov uváděl, že zahynulo 20 000 civilistů, podle ruského aktivisty Sergeje Kovaljova zahynulo více než 50 000 civilistů, představitelé Čečenské republiky Ičkerie uvedli, že zahynulo 100 000 civilistů. Podle ruského deníku Gazeta.ru bylo ve válce zabito přibližně 35 000 etnických Rusů žijících v Čečensku. Zahynulo také 10 000 ruských vojáků. Z milionu obyvatel země polovina uprchla do emigrace, většinou do jiných částí Ruska. Populace etnických Rusů v Čečensku klesla z 269 130 v roce 1989 (24,8 % obyvatel) na 40 645 v roce 2002.

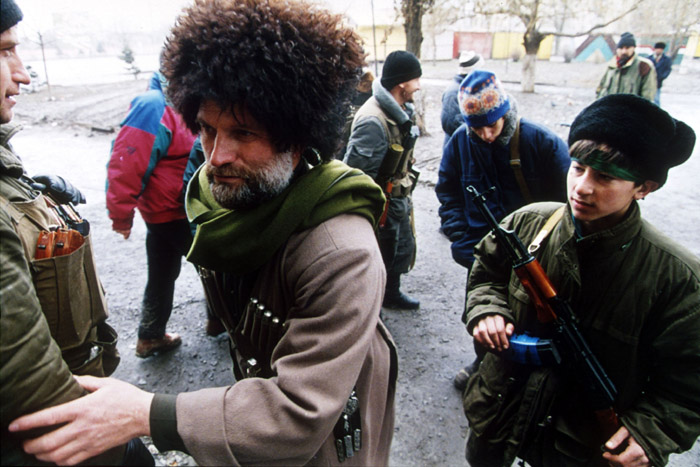
Skupina čečenských bojovníků v Grozném

V čečenských válkách bylo zničeno mnoho měst a vesnic, včetně hlavního města Grozného. Po první rusko-čečenské válce (1994–1996) následoval v nezávislé Čečenské republice chaos a vzestup islámského radikalismu.

### Druhá nezávislost (1996–1999)
Ve volbách 27. ledna 1997, které byly pod dohledem mezinárodních pozorovatelů, ale které nebyly v Rusku uznány s ohledem na méně než 50% účast oprávněných voličů, byl prezidentem zvolen Aslan Maschadov. Vládl až do vypuknutí druhé války. Nepodařilo se mu převzít kontrolu nad celou republikou, ve které zavládl chaos a vláda různých kmenových vůdců, kteří byli zároveň polními veliteli. Na situaci se nic nezměnilo ani po krátkodobém jmenování premiérem Šamila Basajeva, kterého Rusko považovalo za teroristu. Početné byly únosy lidí, zejména cizinců, s cílem získat výkupné, včetně jejich zavraždění, když výkupné nebylo zaplaceno. Nejznámější je vražda čtyř Britů a Novozélanďana v prosinci 1998. V květnu 1998 byl unesen představitel ruského prezidenta v Čečně Valentin Vlasov a v březnu 1999 ruský generál Gennadij Špigun. Čečenské úřady vznášely obvinění, že tyto akce jsou konspirovány ruskými tajnými službami. Z vraždy šesti lékařů Červeného kříže v roce 1996 byl obviněn Adama Denijev jako agent (snad plukovník) FSB a ze zavraždění Britů a Novozélanďana byl obviněn Arbi Barajev jako kolaborant a agent FSB. V souvislosti s vyplácením výkupného se objevily informace, že je z různých důvodů financuje tehdejší zástupce tajemníka Rady Bezpečnosti Ruska Boris Berezovskij.

### Druhá rusko-čečenská válka (1999–2009)

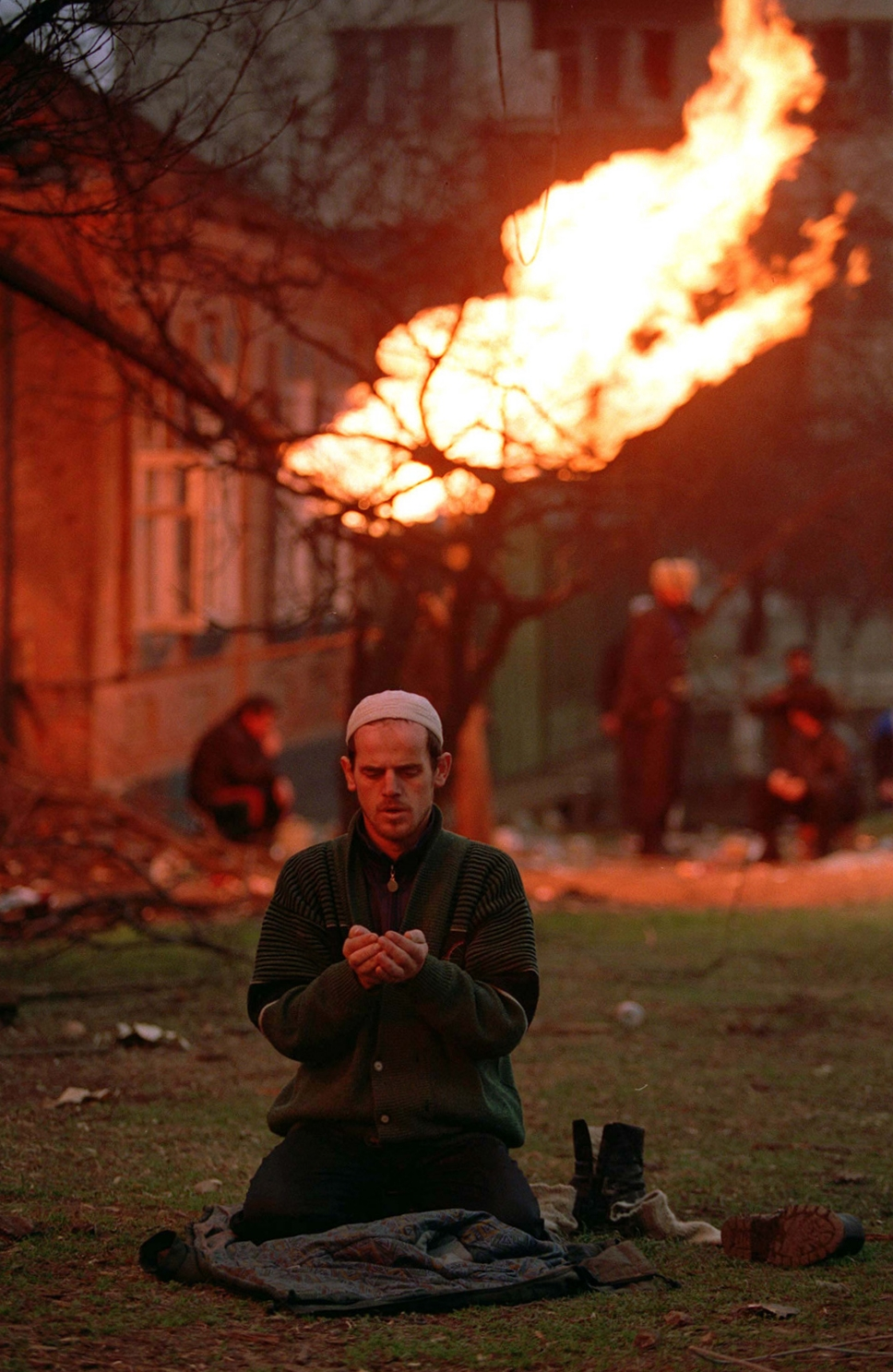
Čečenec se modlí během války

Období relativního klidu bylo přerušeno na podzim 1999. Důvodem k další vojenské intervenci byl vstup oddílů Šamila Basajeva do sousedního Dagestánu pod heslem ustanovení islámského chalífátu na Kavkaze podle záměru vahabitů a také bombové útoky v Moskvě a Volgodoňsku v září téhož roku, ze kterých byli obviněni čečenští teroristé. Ruský oligarcha žijící v londýnském exilu Boris Berezovskij obvinil z teroristických činů agenty ruské Federální bezpečnostní služby.

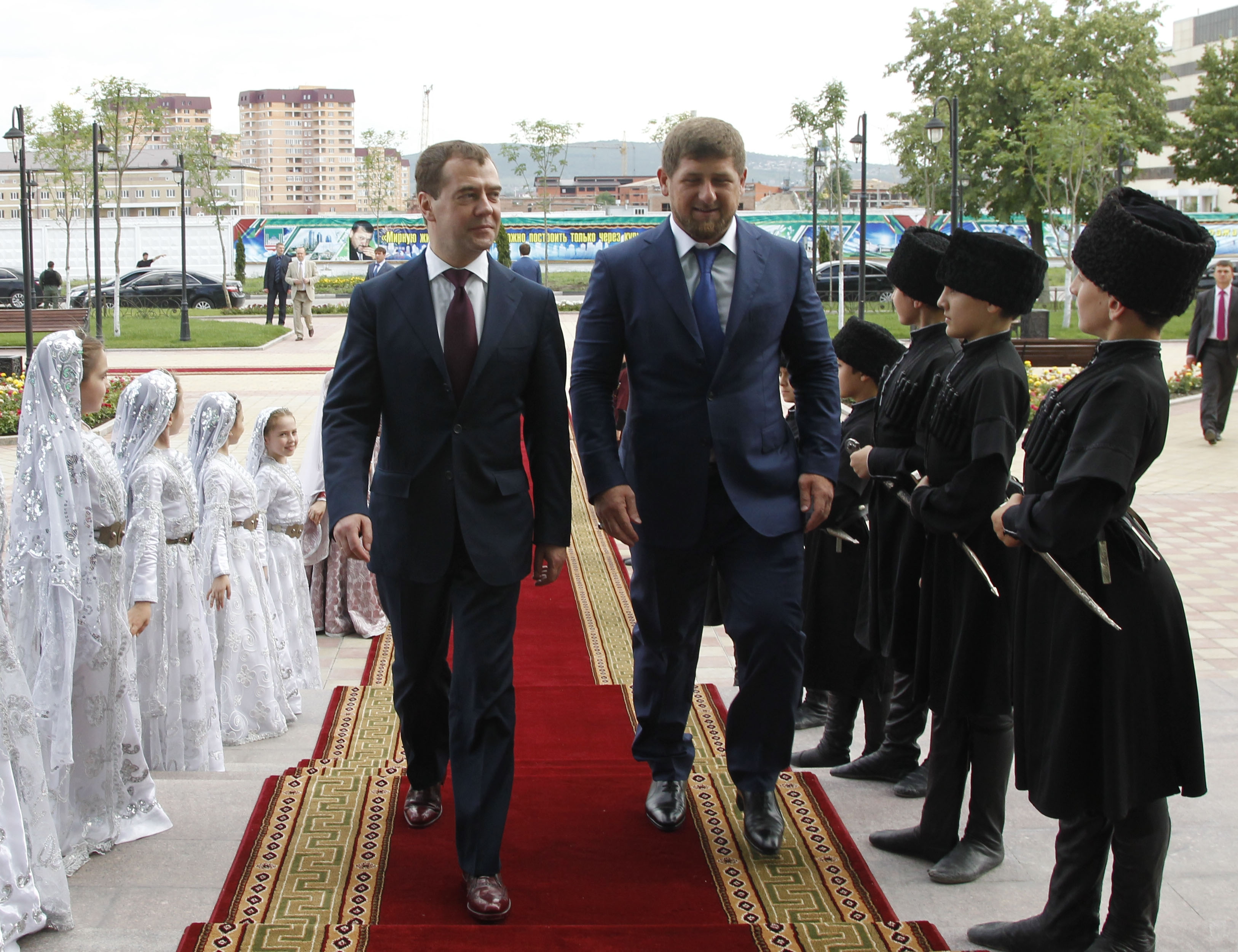
Ruský premiér Dmitrij Medveděv a prezident Čečenska Ramzan Kadyrov v červnu 2012

Letecké nálety začaly už v září 1999. Pozemní oddíly překročily rusko-čečenské hranice 1. října 1999 a velmi rychle obsadily nížinnou část republiky až k řece Těrek, na jejímž břehu se na delší dobu zastavily. Začátkem prosince tak bylo přes 50 % území pod kontrolou federálních vojsk. Hlavní město Grozný bylo ruskými vojsky obklíčeno a 6. prosince 1999 byli obyvatelé města vyzváni, aby ho opustili s tím, že osoby, které ve městě zůstanou „budou považovány za teroristy a bandity a budou zničeny dělostřelectvem a letectvem“. Na konvoje civilistů označené bílými vlajkami ruská vojska provedla několik útoků. Útok byl zahájen 12. prosince a město téměř srovnáno se zemí. Poslední oddíly čečenských bojovníků (asi 2 tisíce lidí) opustily město v noci z 31. ledna na 1. únor 2000. Dne 29. února 2000 federální síly obsadily poslední město, které dosud zůstávalo v čečenských rukou – Šatoj. Rusko oznámilo vítězství, které se stalo prvkem volební kampaně Vladimira Putina v ruských prezidentských volbách v březnu 2000.
Přes probíhající boje Rusko v roce 2002 oficiálně ukončilo ozbrojené akce a začalo v Čečně zavádět pomocí politických akcí plán „normalizace“ s účelem marginalizace a zbavení volební legitimity prezidenta Maschadova a jeho vlády, kterého se ruským jednotkám nepodařilo zadržet. Základními prvky plánu byla nová ústava a prezidentské volby. Návrh ústavy předložil Achmat Kadyrov, dříve islámský duchovní a jeden z polních velitelů, po přechodu na stranu federálních sil v roce 1999 (za což byl čečenskými bojovníky označen za zrádce) proruský šéf administrace republiky. Ústava byla schválena v referendu 23. března 2003 a začala platit 2. dubna 2003. V ústavě se jednoznačně píše, že Čečensko je integrální částí Ruska. Kadyrov vyhrál prezidentské volby 5. října 2003.
Kadyrov byl zabit 9. května 2004 při pumovém atentátu na fotbalovém stadiónu v Grozném. Povinnosti prezidenta převzal premiér Sergej Abramov. Ramzan Kadyrov, Achmatův syn a dosavadní ředitel bezpečnostních služeb, byl jmenován vicepremiérem a vedl práci vlády. Termín prezidentských voleb byl určen na 29. srpna 2004. Zpočátku byl favoritem Ramzan Kadyrov, hned po atentátu ho v Kremlu přijal Vladimir Putin, ale brzy se ukázalo, že nedosáhl ústavou požadovaných 30 let a nemá mimořádné intelektuální a politické vlastnosti. Mezi favority se také uváděl generál milice a ministr vnitra Alu Alchanov, který nakonec volby vyhrál. Ačkoliv oficiálně nebylo zaznamenáno žádné porušení volebního zákona, mezinárodní organizace měly vůči průběhu voleb řadu výhrad.

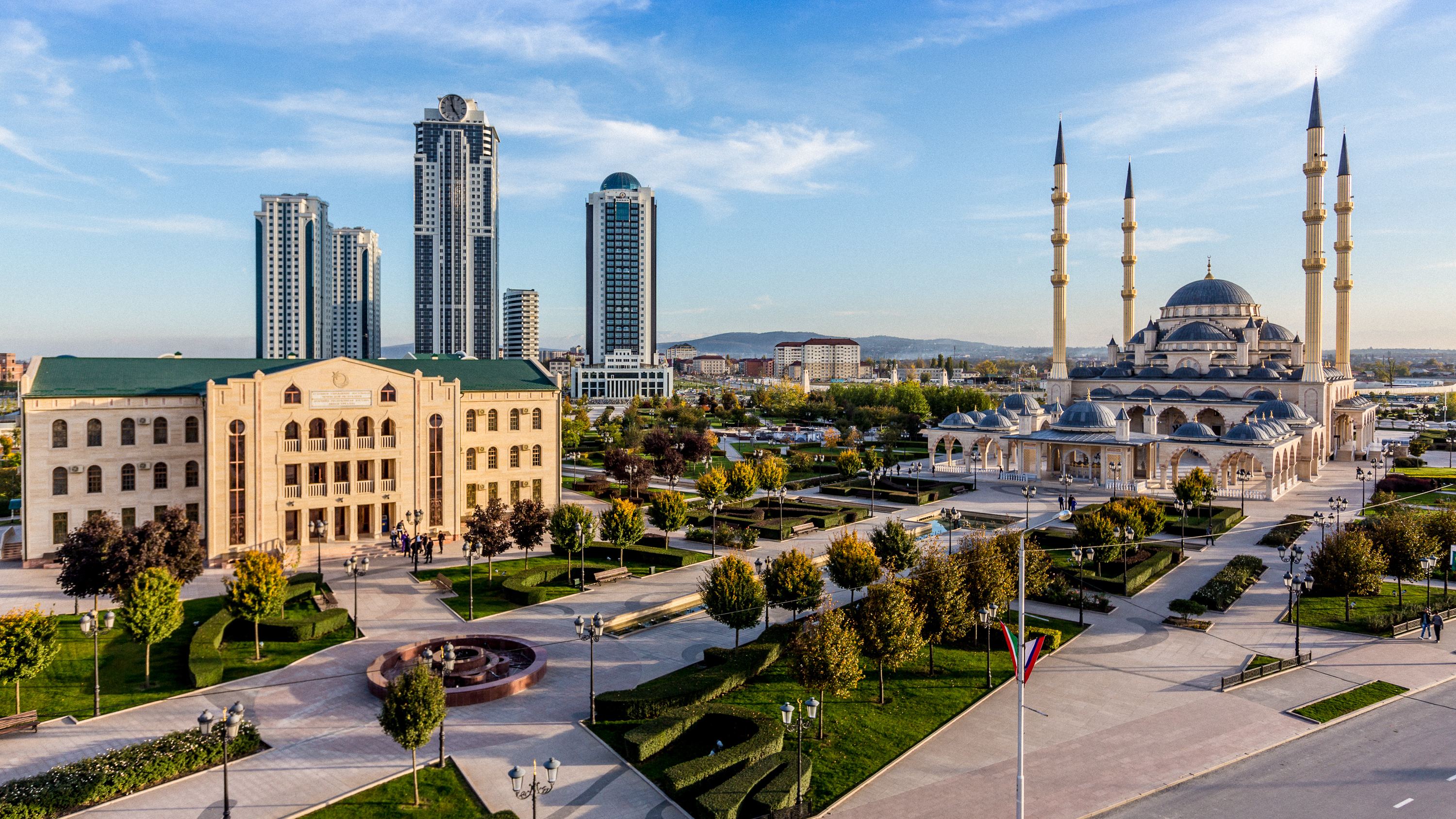
Centrum Grozného v roce 2013

Další volby vyhrál Ramzan Kadyrov, který je od 15. února 2007 prezidentem. Bezpečnostní situace se během jeho vlády stabilizovala.
Podle názoru Tomáše Šmída, politologa fakulty sociálních studií Masarykovy univerzity, „Jelcin nebo Putin vraždili Čečence a Rusy žijící v Čečensku po desetitisících“.

## Symboly

### Vlajka
Čečenská vlajka je tvořena listem o poměru stran 2:3 se třemi vodorovnými pruhy: zeleným, bílým a červeným, o poměru šířek 13:2:7. U žerdi je svislý, bílý pruh s čečenským lidovým ornamentem, jehož obrysy jsou vyšity zlatou nití.

### Hymna
Čečenská hymna je skladba Шатлакхан Илли česky Píseň národní radosti. Hudbu složil Umar Beksultanov, slova napsal Hodshy-Ahmed Kadyrov.

## Geografie

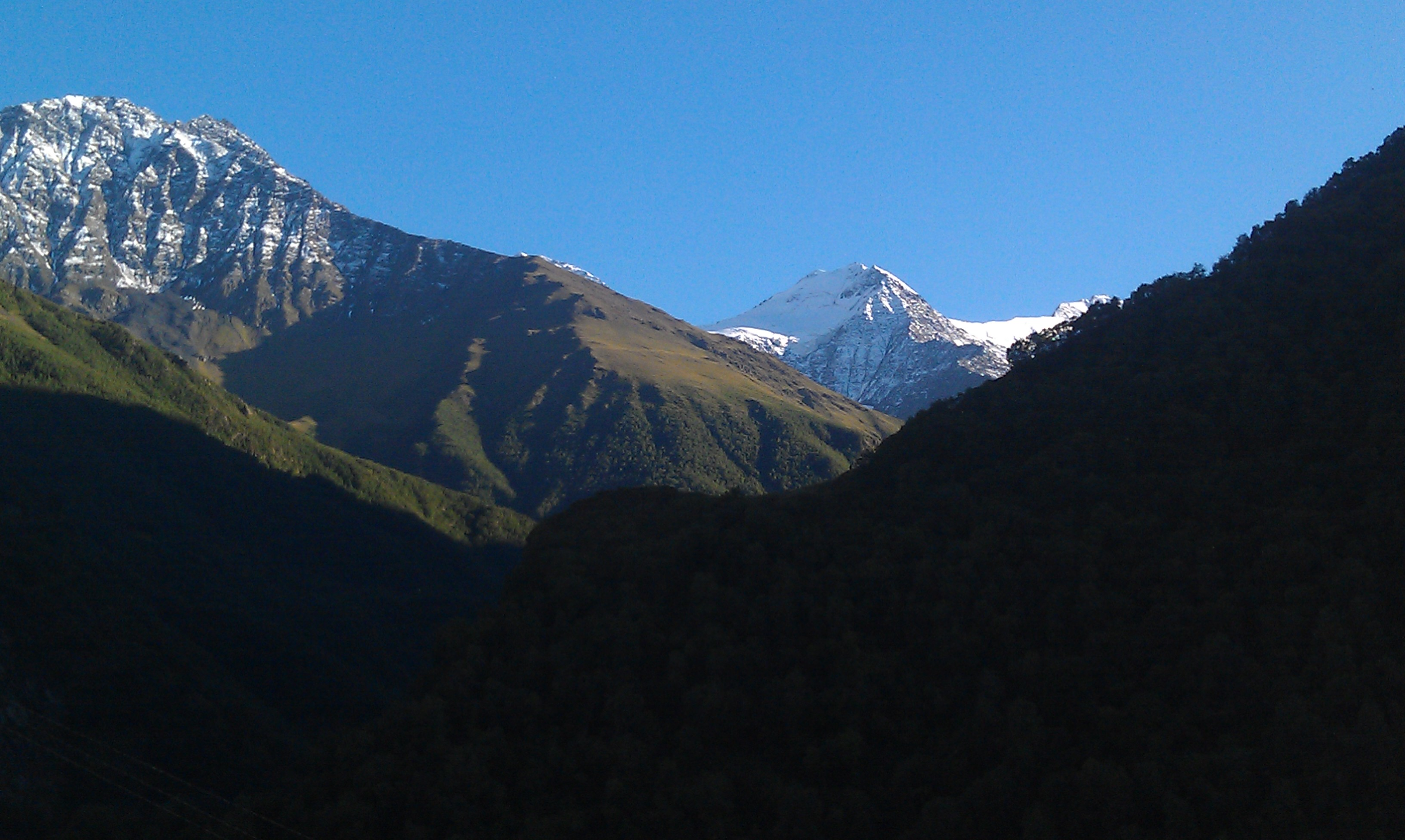
Hory v oblasti Šaroj

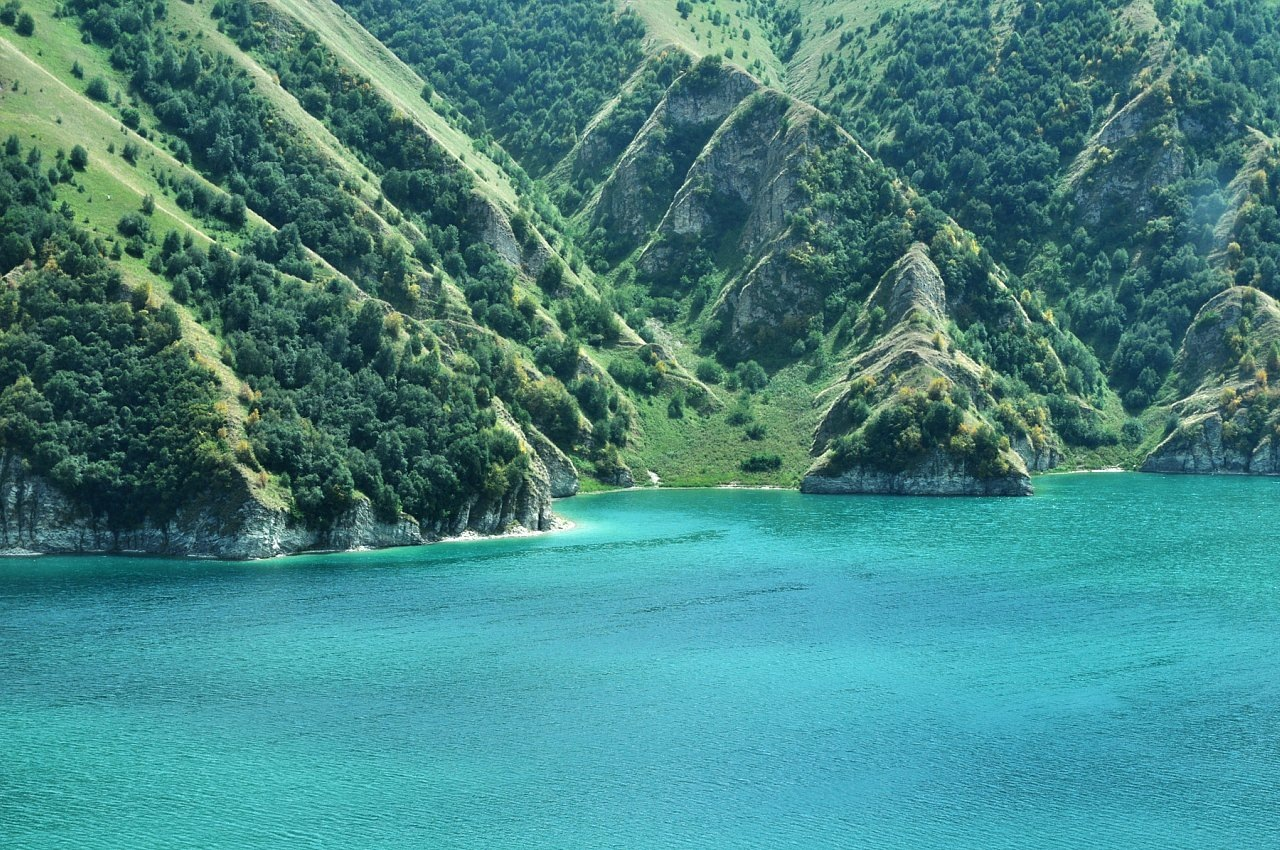
Jezero Kezenoj Am

Čečensko se nachází ve východní části Severního Kavkazu. Na západě sousedí se Severní Osetií-Alanií a Ingušskem, na severu se Stavropolským krajem, na východě s Dagestánem a na jihu s Gruzií. Hlavním městem je Grozný.

### Největší řeky
- Terek
- Sunža
- Argun

### Největší města (nad 20000 obyvatel)
- Grozný (hlavní město)
- Šali
- Urus-Martan
- Gudermes
- Argun

## Obyvatelstvo

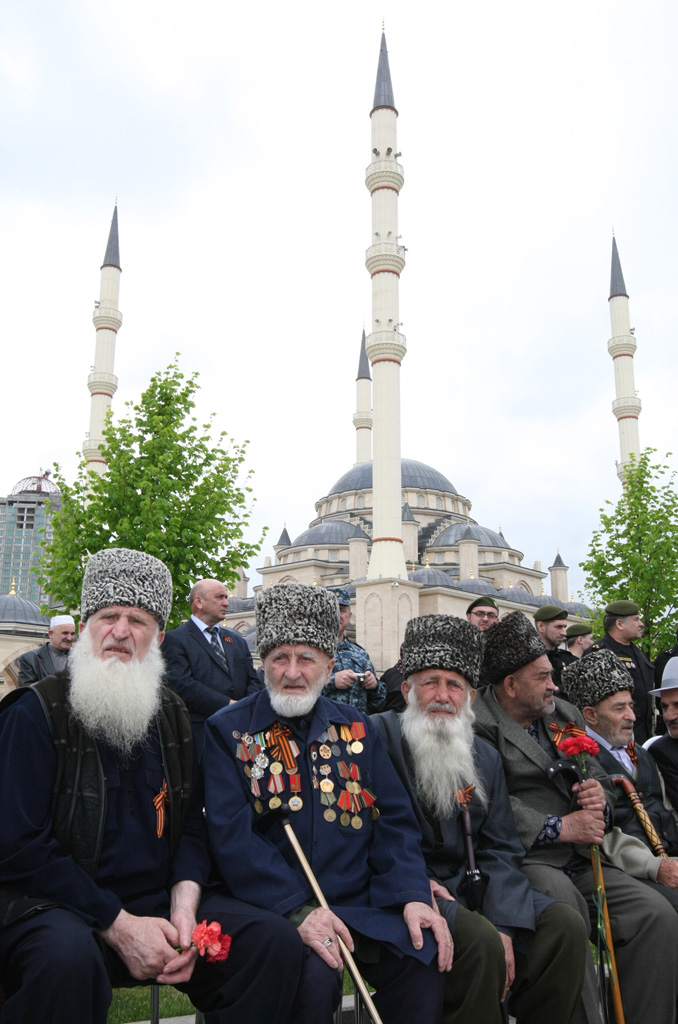
Čečenští veteráni 2. světové války před mešitou Achmata Kadyrova

V roce 1989 v zemi žilo 1,27 mil. obyvatel, z toho 66,6 % Čečenů, 2,3 % Ingušů a 24,8 % Rusů – počet posledně jmenovaných však klesl k roku 2002 na cca čtvrtinu. Válečné ztráty a masový exodus způsobily, že se počet obyvatel značně snížil. Podle nezávislých pozorovatelů v roce 2006 v Čečensku žilo asi 600 tisíc až 1 milion lidí (asi 30 % ve městech). Čečensko má také jednu z nejmladších populací v Ruské federaci, průměrný věk je 22,7 let, u mužů sotva 21,6 let.
Podle sčítání lidu v roce 2010 byla etnická skladba 1,27 mil. obyvatel následující: 95,3 % Čečenci, 1,9 % Rusové, 1,0 % Kumykové, 0,4 % Avaři a 1,4 % ostatní etnické skupiny (kdysi významná menšina Ingušů tvořila pouze 0,1 % obyvatel).
Většina Čečenců vyznává sunnitskou formu islámu. Úředními jazyky jsou čečenština a ruština.

## Náboženství
Většina obyvatelstva vyznává islám. Pravoslavní věřící jsou organizováni v rámci grozněnské eparchie.

## Ekonomika
Během války za nezávislost hospodářství země upadlo, její národní produkt představuje pravděpodobně jen zlomek stavu před rozpadem SSSR, což je důsledkem zničení asi 80 % ekonomického potenciálu republiky. Obnoven byl v podstatě jen ropný průmysl. Funguje také primitivní zemědělství a chovatelství, která uspokojují vlastní potřeby venkovanů a dávají skromné přebytky ke směně.
Míra nezaměstnanosti činila v roce 2003 asi 73 %, což je jeden z nejvyšších ukazatelů na světě. Podle oficiálních údajů ruské vlády byly od roku 2000 určeny na obnovu Čečenska cca 3 miliardy amerických dolarů. V Čečensku je také nejvyšší poměr dolarových operací vůči rublovým. Separatisté také zahájili tisk vlastní měny, Nahar, ale ruská armáda zabránila jejímu rozšíření.